# Symboles vexillologiques des langues

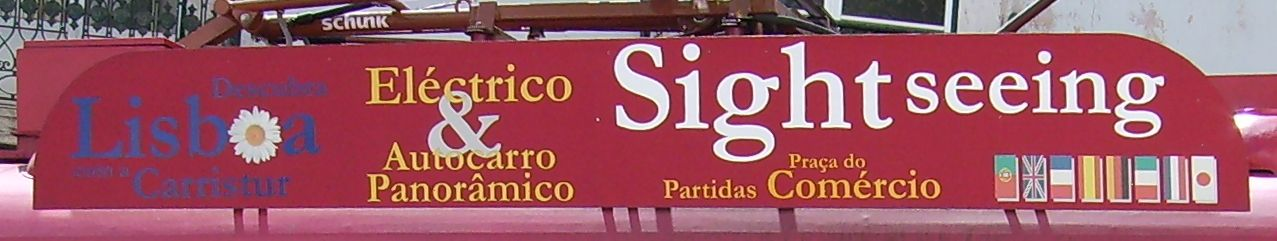
Visites touristiques de Lisbonne proposées en portugais, anglais, français, espagnol, allemand, italien, néerlandais et japonais.

L'utilisation d'icônes vexillologiques, et en particulier de drapeaux nationaux, pour représenter les langues, est une pratique courante. De telles icônes sont utilisées depuis longtemps sur la signalisation des attractions touristiques et ailleurs dans l’espace touristique, mais elles ont trouvé une utilisation plus large dans la localisation de sites web (en) où les limites de l'interface utilisateur sont devenues évidentes,.

## Drapeaux mixtes

Icône vexillologique de l'anglais

Icône vexillologique du français

Icône vexillologique de l'espagnol

Icône vexillologique du portugais

Parfois, les drapeaux des communautés linguistiques internationales, comme le drapeau de l'Organisation internationale de la Francophonie le drapeau de la Communauté des pays de langue portugaise, ou le drapeau du Commonwealth des Nations, peuvent être utilisés pour figurer une langue ; mais ils ne sont pas aussi largement reconnus que drapeaux nationaux. Lorsque plusieurs pays sont de grands utilisateurs d’une langue, un drapeau divisé en diagonale peut être utilisé. Des exemples en sont les drapeaux du Royaume-Uni, des États-Unis et du Canada pour indiquer la langue anglaise ; les drapeaux de la Chine et de Taiwan (république de Chine) pour représenter la langue chinoise (mandarin) ; ou encore les drapeaux de la France, de la Belgique et du Canada pour représenter la langue française,...

### Drapeau des communautés linguistiques internationales

Drapeau du Commonwealth, peut être employé pour représenter les anglophones.
Drapeau de la Francophonie.
Bandera de la Raza, peut être employé pour représenter les hispanophones.
Drapeau de la Communauté des pays de langue portugaise.
Drapeau de la Ligue arabe.

## Systèmes d'écriture
Lorsqu'il existe deux normes écrites pour une seule langue, les drapeaux nationaux peuvent être utilisés pour les distinguer : par exemple, le drapeau de Taiwan pour le chinois traditionnel et le drapeau de la république populaire de Chine pour le chinois simplifié.
|  |  |
|  |  |
|  |  |

## Motivations politiques

### Cas de l'Irlande

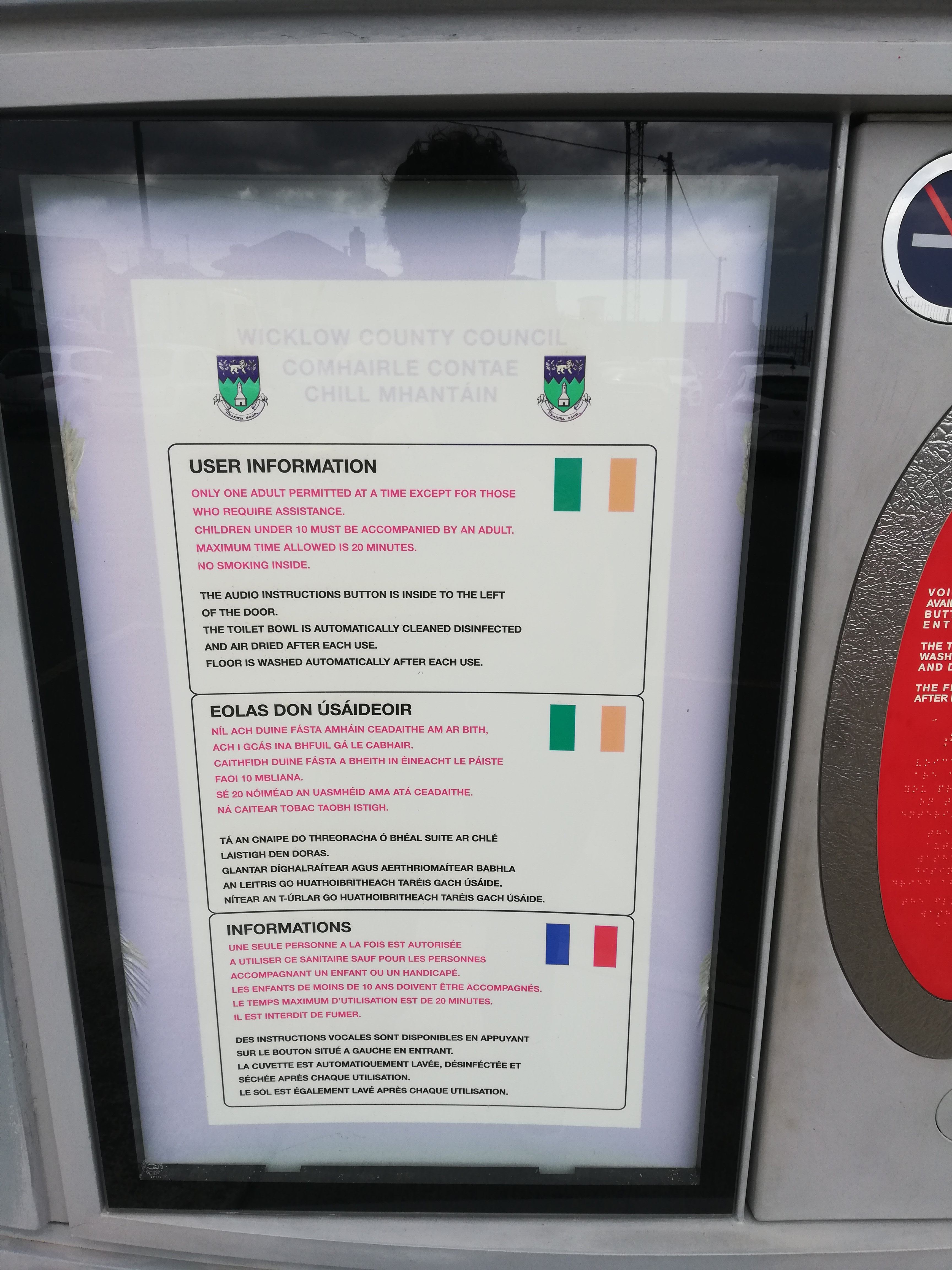
Panneau en république d'Irlande utilisant le drapeau irlandais pour représenter à la fois l'anglais et l'irlandais.

Certains guichets automatiques Euronet irlandais utilisent le  drapeau irlandais pour représenter la langue anglaise (à la place du  drapeau britannique ou du  drapeau anglais, généralement admis dans cette situation). Il s'agissait d'une réponse au Brexit, la république d'Irlande étant l'une des deux seules nations anglophones restantes dans l'Union européenne (une autre étant Malte). Dr Oetker a eu des pratiques similaires. Le drapeau irlandais est plus généralement utilisé pour désigner la langue irlandaise.

## Critique
L'utilisation d'icônes de drapeau pour les langues a été critiquée comme étant une erreur de conception. Le symbolisme d'un drapeau national introduit politisation et ambiguïté. En effet, de nombreuses langues sont parlées nativement dans plusieurs pays, et de nombreux pays ont plusieurs langues principales. Les alternatives incluent l'utilisation des noms natifs des langues ou de leurs codes de langue, éventuellement signalés sous un symbole générique de traduction tel que l'icône de langue.

### Explication des critiques à l'exemple de l'Espagne et de l'utilisation du drapeau espagnol

Carte du monde hispanophone ; la langue espagnole couvre 20 pays, et le pays hispanophone le plus peuplé est le Mexique, et non l'Espagne ;
Carte des langues parlées en Espagne ; en Espagne même, d'autres langues que l'espagnol (castillan) sont parlées, ce qui peut prêter à confusion lorsque le drapeau national est employé.

## Galerie

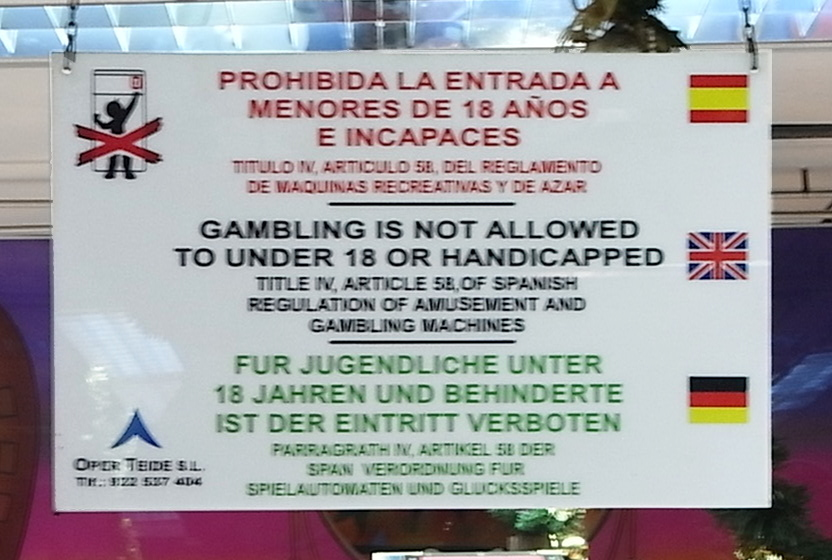
Ce paneau à Ténérife utilise  pour l'espagnol,  pour l'anglais et  pour l'allemand.
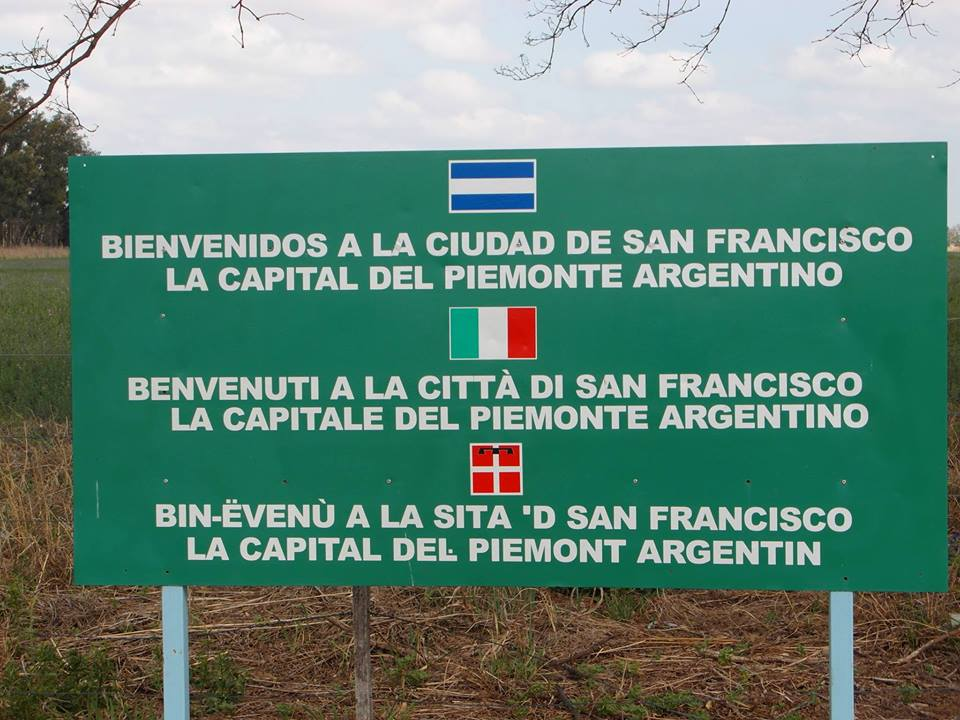
Panneau en Argentine utilisant le drapeau argentin pour représenter la langue espagnole.
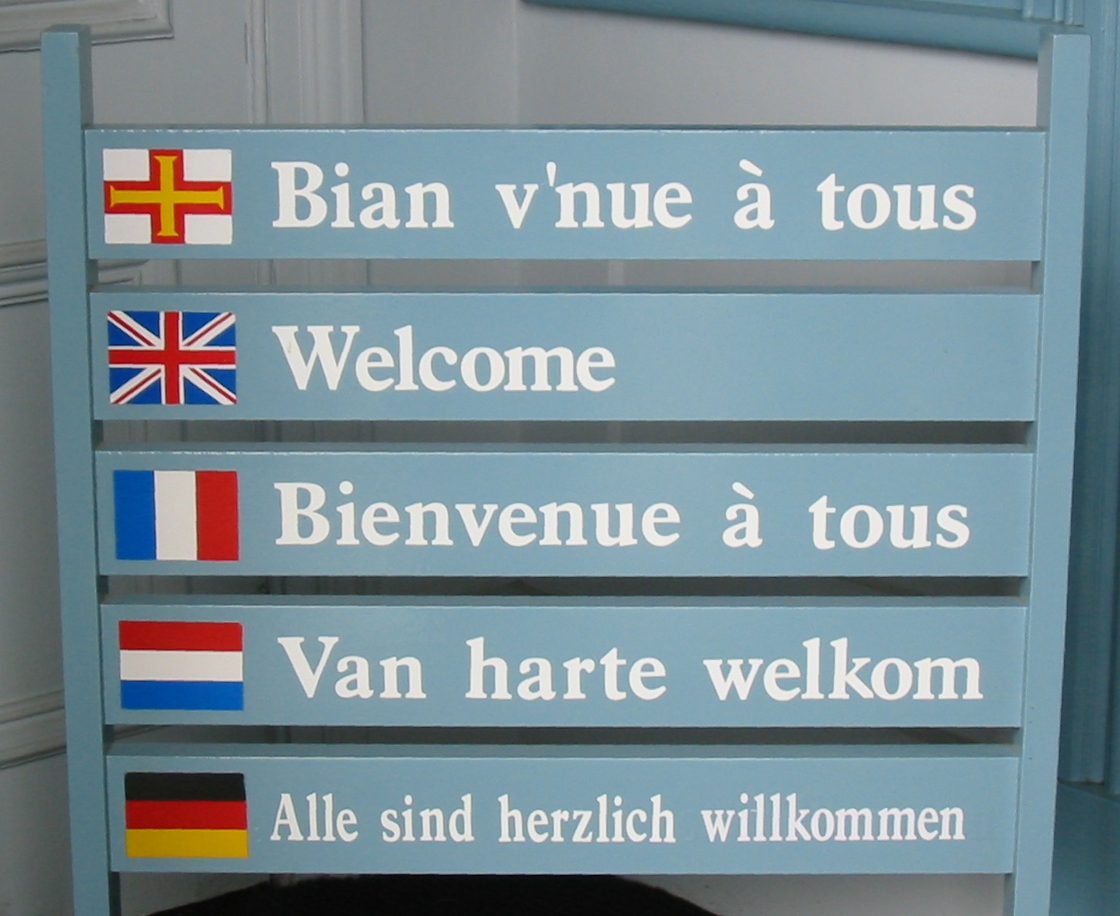
Panneau à Guernesey utilisant le drapeau guernesiais pour représenter la langue de l'île.
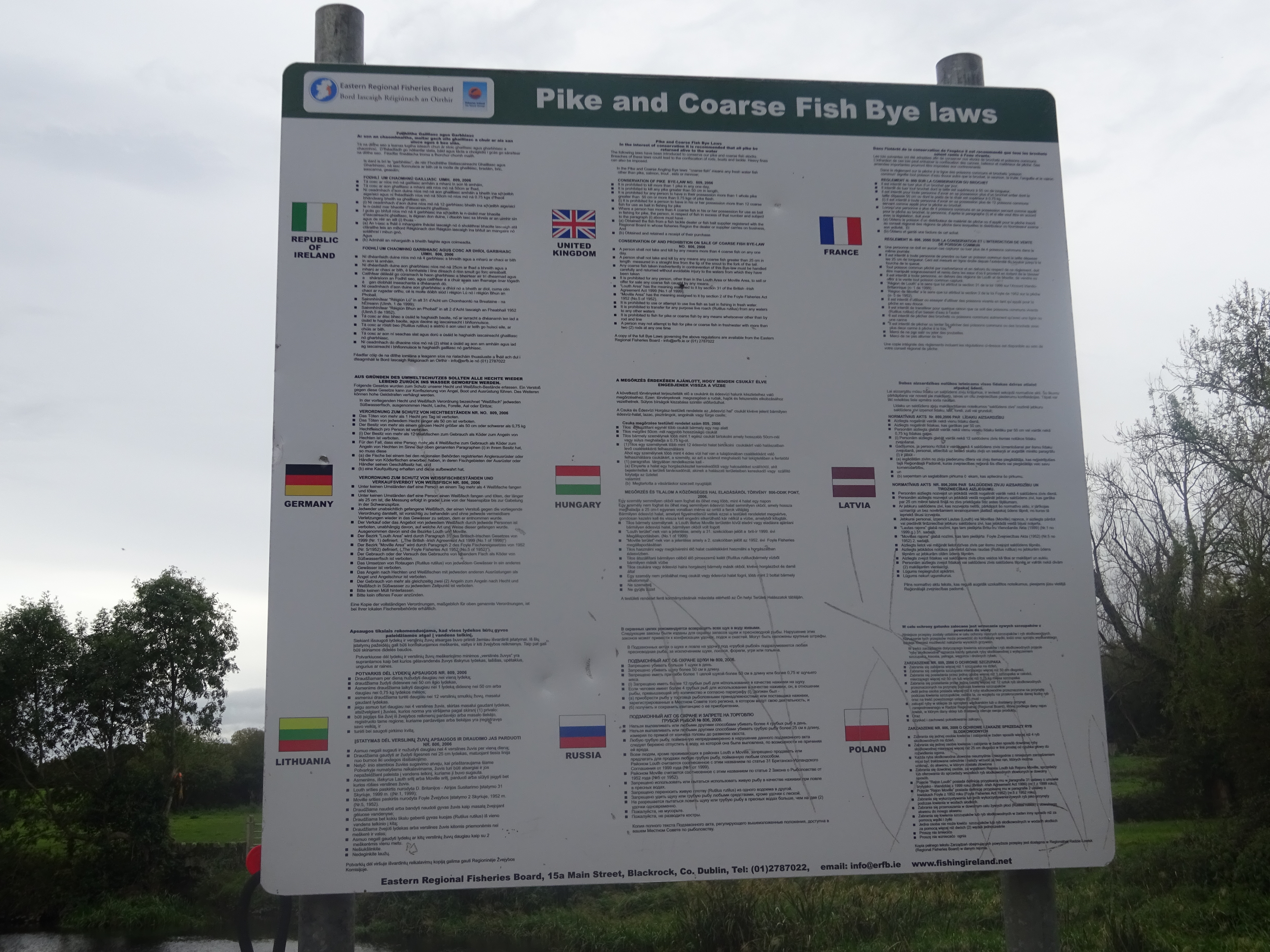
Panneau en Irlande avec neuf langues représentées par leurs drapeaux et leurs noms.
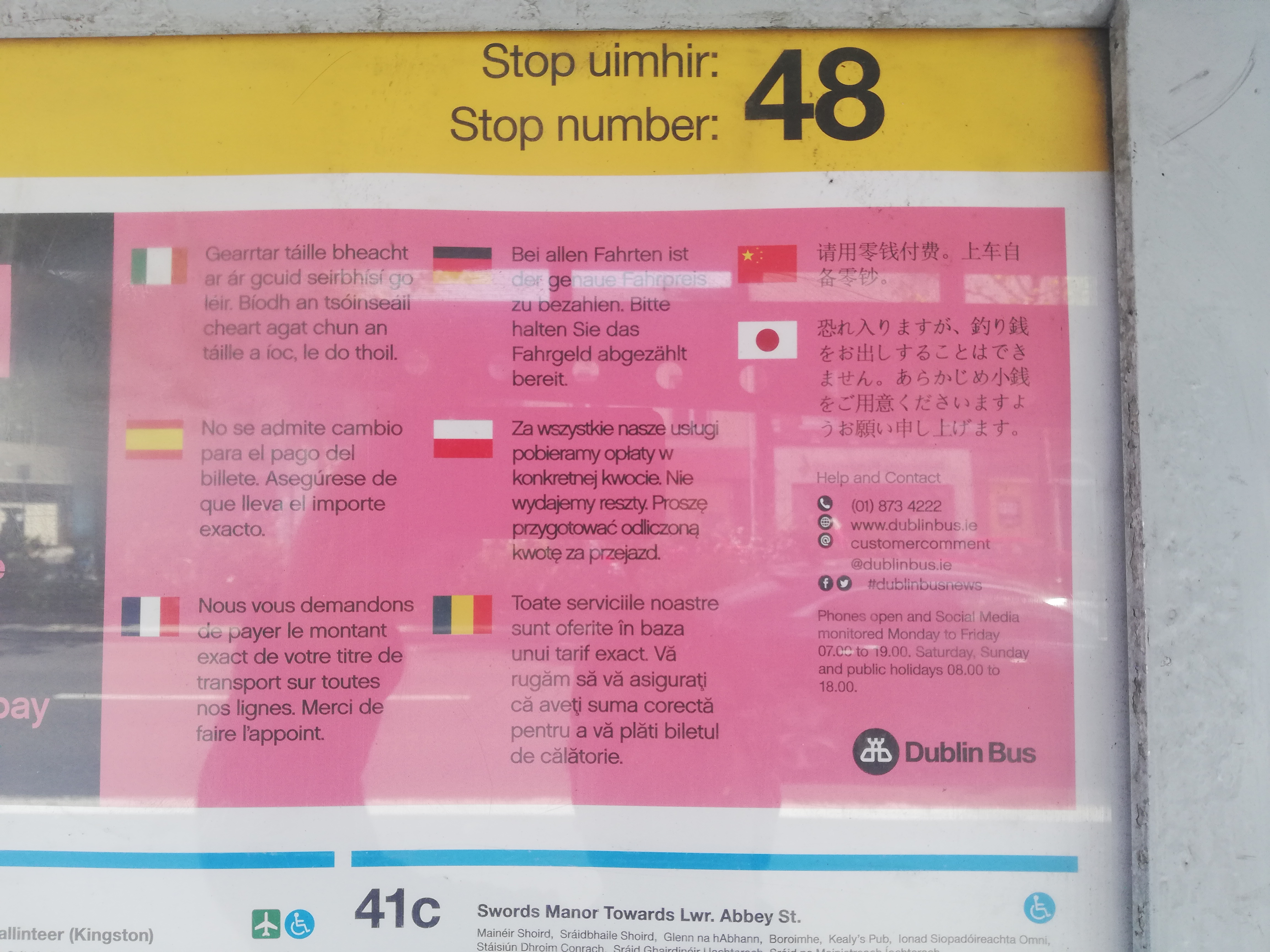
Panneau avec huit langues.
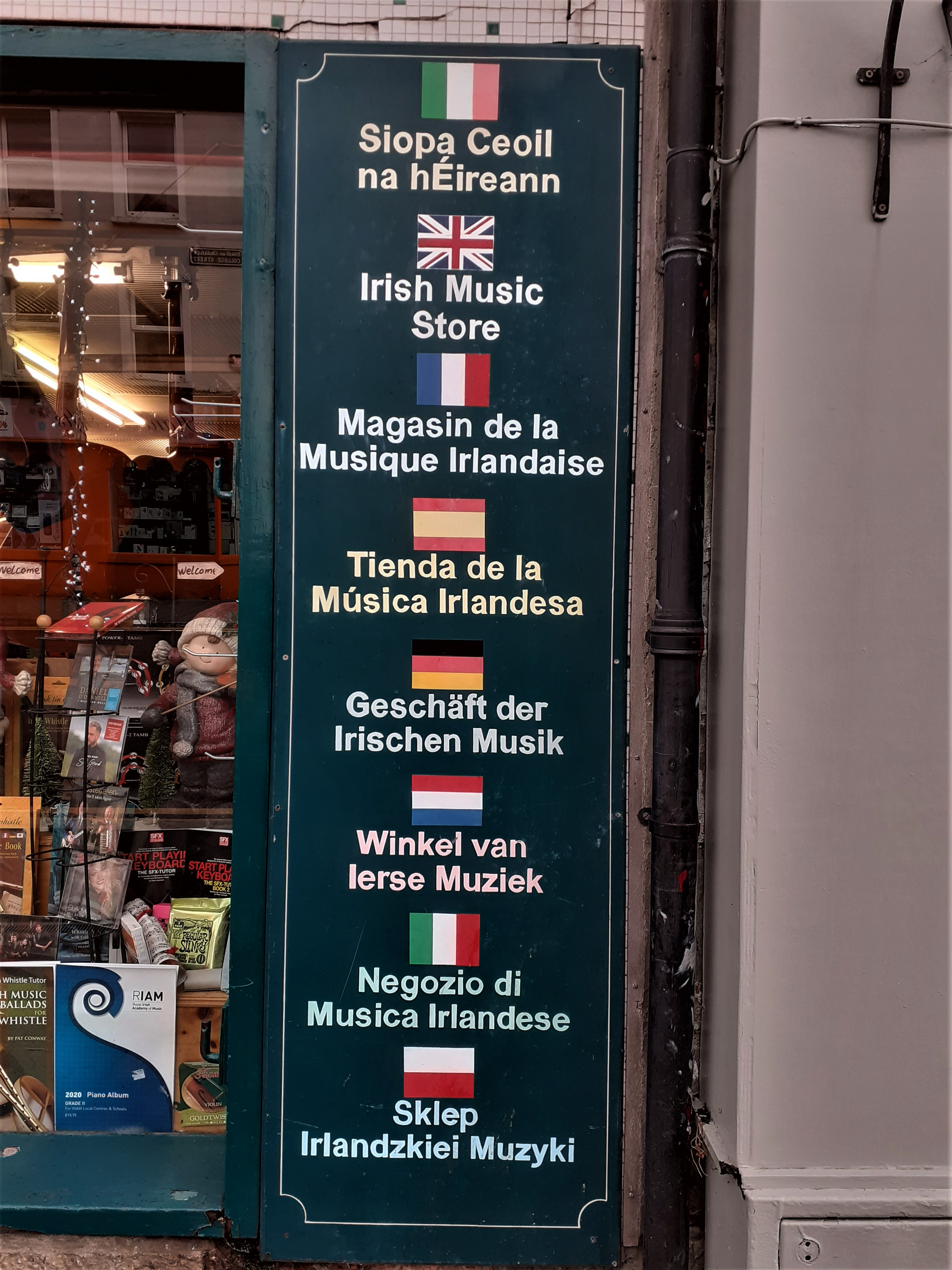
Autre panneau avec huit langues.